# Pilotrichaceae
Famille
Les Pilotrichaceae sont une famille de mousses de l'ordre des Hookeriales, comprenant une douzaine de genres, répartis dans les régions tropicales d'Amérique, d'Afrique, d'Asie du Sud-Est et d'Océanie. Pilotrichum est le genre type.

## Répartition
Cette famille comprend une douzaine de genres, répartis dans les régions tropicales d'Amérique, d'Afrique, d'Asie du Sud-Est et d'Océanie.

## Liste des genres
Selon GBIF (17 juin 2021) :
- Cyclodictyon Mitt.
- Hermiragis (Brid.) Besch.
- Hypnella (Müll.Hal.) Jaeger

Selon l'INPN (17 juin 2021) (taxons recensés en France, outre-mer compris) :
- Actinodontium Schwägr., 1826
- Brymela Crosby & B.H.Allen, 1985
- Callicostella (Müll.Hal.) Mitt., 1859
- Cyclodictyon Mitt., 1863
- Hemiragis (Brid.) Besch., 1876
- Hookeriopsis (Besch.) A.Jaeger, 1877
- Hypnella (Müll.Hal.) A Jaeger
- Lepidopilidium (Müll.Hal.) Broth., 1907
- Lepidopilum (Brid.) Brid., 1827
- Pilotrichidium Besch., 1876
- Pilotrichum P.Beauv., 1804
- Thamniopsis (Mitt.) M.Fleisch., 1908
- Trachyxiphium W.R.Buck, 1987

Selon Tropicos (17 juin 2021) :
- Brymela Crosby & B.H. Allen, 1985
- Callicostella (Müll. Hal.) Mitt., 1859
- Callicostellopsis Broth., 1907
- Crossomitrium Müll. Hal., 1874
- Cyclodictyon Mitt., 1863
- Eupilotrichum Müll. Hal., 1897
- Helicoblepharum (Spruce ex Mitt.) Broth., 1907
- Lepidopilidium (Müll. Hal.) Broth., 1907
- Pilotrichum P. Beauv., 1804
- Tachypodium Schimp., 1893
- Thamniopsis (Mitt.) M. Fleisch., 1908
- Trachyxiphium W.R. Buck, 1987

## Description

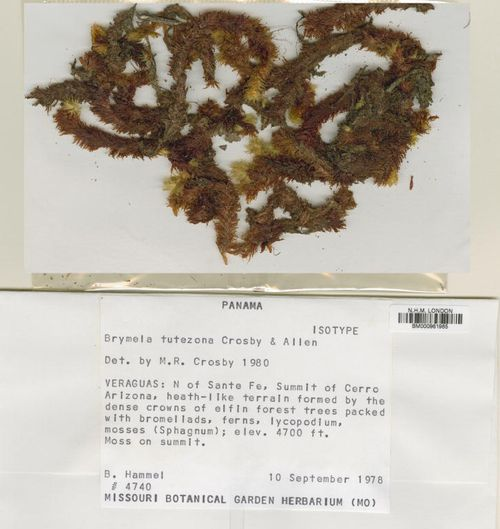
Spécimen d'herbier de Brymela tutezona.

### Appareil végétatif
Ce sont des plantes formant des tapis de taille petite à moyenne, blanches, jaunâtres, vert pâle, bleuâtres ou brunâtres, pleurocarpées. Les tiges primaires sont vertes, rampantes, étalées, régulièrement ou irrégulièrement pennées ; le hyaloderme est présent ou absent, les cellules cylindriques centrales sont grandes, à parois minces, le brin central absent ; la paraphylie et la pseudoparaphylie sont absentes ; les poils axillaires contiennent de deux à plusieurs cellules, la cellule basale étant petite, brune, la cellule distale allongée, hyaline. Les tiges secondaires sont étalées, sous-dressées, frondeuses, non ou peu ramifiées. Les feuilles sont plus ou moins complanaires, souvent orientées dorsiventralement, quelque peu dimorphes ; les feuilles dorsales et ventrales sont dressées, largement oblongues, oblongues-ovales ou ovales-lancéolées ; les feuilles latérales sont dressées-étalées à étalées, plus étroites ; leurs bords sont souvent dentés ; l'apex est généralement acuminé ; le costa est double, bien développé ; les cellules alaires sont indifférenciées ; les cellules lamentaires sont isodiamétriques ou linéaires-rhomboïdales, lisses à une papilles, les parois lâches à fermes ; les cellules marginales formant ou non une bordure.

### Appareil reproducteur
La condition sexuelle est polygame : autoïque, synoïque ou dioïque. Le seta est rouge à jaune rougeâtre, allongé, lisse ou papillonneux-scabreux. La capsule est inclinée, horizontale, pendante, ou parfois dressée, ovoïde à oblongue-cylindrique, lisse, contractée sous la bouche lorsqu'elle est sèche ; l'annulus est absent ou étroit ; l'opercule est conique, rostré à subulé ; le péristome est double, rouge foncé ou rouge-brun. L'exostome présente seize dents, lancéolées à subulées, sillonnées, striées à la base, papilleuses à la base, trabéculées, parfois bordées ; l'endostome est jaune à jaune-brun, finement papilleux à presque lisse, la membrane basale haute, les segments lancéolés, aussi longs que les dents, carénés, les cils absents. Les calyptes sont coniques-mitrés à mitrés-campanulés, à base lobée ou frangée, lisses ou papilloscabuleux distalement, nus. Les spores sont lisses à finement papilleuses.

## Systématique
Le nom scientifique de ce taxon est Pilotrichaceae, choisi en 1899 par Nils Conrad Kindberg, pour le genre type Pilotrichum.
Pilotrichaceae a pour synonyme :
- Callicostaceae